# Servicio Geológico Minero Argentino
Der Servicio Geológico Minero Argentino (SEGEMAR) ist der Geologische Dienst von Argentinien. Die Hauptverwaltung dieser nationalen Behörde befindet sich in San Martín im Großraum Buenos Aires.

## Geschichte
Der Servicio Geológico Minero Argentino (SEGEMAR) entstand 1996 durch eine Zusammenlegung der Dirección Nacional del Servicio Geológico mit drei wissenschaftlichen Institutionen. Die rechtliche Basis für diesen Schritt bildete das Dekret Nr. 1663/96 des argentinischen Präsidenten Carlos Menem vom 27. Dezember 1996. Der Artikel 8 dieses Dekrets nennt die zu fusionierenden Institutionen. Die wissenschaftlichen Einrichtungen waren:
- Instituto Nacional de Tecnología Minera, INTEMIN (Nationales Institut für Bergbautechnologie)
- Centro Regional de Agua Subterránea, CRAS (Regionalzentrum für Grundwasser)
- Instituto Nacional de Prevención Sísmica, INPRES (Nationales Institut für Erdbebenvorhersage)

Vor der Gründung von SEGEMAR befand sich der Aufgabenbereich als Dirección Nacional del Servicio Geológico im Verantwortungsbereich des Unterstaatssekretärs für Bergbau im Sekretariat für Industrie, Handel und Bergbau des Ministeriums für Wirtschaft, Öffentliche Arbeiten und Dienste.

## Aufgaben
Der Geologische Dienst Argentiniens ist eine wissenschaftlich-technische Behörde zur Erhebung und Auswertung geologischer, technologischer, montanwirtschaftlicher und umweltgeologischer Daten auf dem Gebiet der Argentinischen Republik und ihrem Festlandsockel. Sie ermöglicht einen öffentlichen Zugang zu geologischen und geoökologischen Informationen. Zudem sollen die Einwohner und ihr Eigentum vor Risiken geschützt werden, die sich aus geodynamischen Prozessen ergeben können. Ferner wird der kommerzielle Bergbausektor, besonders kleine und mittlere Unternehmen mit Analysen und rohstofforientierten Modellverfahren sowie Kenntnissen über die daraus gewinnbaren Materialien unterstützt.

## Gliederung
Servicio Geológico Minero Argentino unterhält in mehreren Städten regionale Dienststellen:
- Comodoro Rivadavia (Provinz Chubut)
- Córdoba (Córdoba)
- General Roca (Río Negro, Departamento General Roca)
- Jujuy (Jujuy)
- La Rioja (La Rioja)
- Catamarca (Catamarca)
- Mendoza (Mendoza)
- Salta (Salta)
- San Juan (San Juan)
- Tucumán (Tucumán)
- Viedma (Río Negro)

## Institutionelle Vorgeschichte
Auf Grundlage eines Dekrets der argentinischen Regierung vom 25. Oktober 1904 entstand die División de Minas, Geología e Hidrología (Abteilung für Bergbau, Geologie und Hydrologie). Das mit dieser Entscheidung verfolgte Ziel bestand in der Aufnahme von Erkundungsarbeiten nach allgemein geologischen sowie hydrologischen und mineralogischen Gesichtspunkten. Im Rahmen der historischen Entwicklung in diesem Aufgabensektor gilt diese Entscheidung als eigentlicher Gründungsakt für den Geologischen Dienst in Argentinien.
Doch bereits zuvor bestanden die 1885 gegründete División de Minas y Geología (Abteilung für Bergbau und Geologie) im Bereich Öffentliche Arbeiten des Innenministeriums sowie die Comisión de Estudios de Napas de Agua y Yacimientos Carboníferos (Kommission für die Erforschung der Grundwasservorkommen und Kohlelagerstätten). Nach der Zusammenführung dieser beiden Bereiche im Jahr 1904 zur División de Minas, Geología e Hidrología entwickelten sich systematisch angelegte Erkundungsarbeiten mit ausgedehnten Bohrprogrammen, um Grundwasser, Kohle, Mineralrohstoffe und Kohlenwasserstoffe auffinden zu können. Der Gründungsdirektor war der Ingenieur und Geologe Enrique Hermitte. Er übte diese Funktion bis 1922 aus.
Im Verlauf wachsender technischer Ausrüstungen konnten immer mehr Bohrungen niedergebracht werden, die sich auf die Erkundung von Wasservorräten konzentrierten. Als Nebenergebnis kam es im Jahr 1907 zur Entdeckung von Erdölvorräten bei Comodoro Rivadavia (Becken des Golf San Jorge) und um 1918 bei Plaza Huincul (Neuquén-Becken). Diese Ergebnisse führten zur Gründung der argentinischen Erdölindustrie und wirkten sich zudem förderlich auf die Initiierung weiterer geologischer Studien durch staatliche Stellen aus.
Im Verlauf des 20. Jahrhunderts unternahmen die geologischen Dienststellen weitere Bohrprogramme, die bis in die 1980er Jahre 310.000 Meter (Bohrvortrieb) angewachsen waren. Auf deren Grundlagenerkenntnisse konnte der Wasserbedarf der Städte und des Eisenbahnwesens durch die Grundwassererschließung ausgebaut und gesichert werden. Gleichzeitig fielen umfangreiche Informationen über den geologischen Aufbau des Landes an, wodurch themenspezifische Auswertungen in Betracht kamen, die sich in metallogenetischen Kartenwerken sowie Planunterlagen über Vorkommen von Nutzgesteinen und Industriemineralen niederschlugen. In die nähere Betrachtung kamen dabei auch geotechnische Fragestellungen und mineralische Rohstoffe für die Nuklearindustrie.
Im Jahr 1963 nahm das Instituto Nacional de Geología y Minería (INGM) weitere Rohstofferkundungsmaßnahmen mit Prospektions- und Explorationsmethoden auf, die zur Entdeckung weiterer Mineralvorkommen führten. Das damalige Ziel bestand in der besseren Einschätzung über die Höffigkeit bereits bekannter mineralischer Lagerstätten auf dem Gebiet von Argentinien.
Die fortschreitenden und sich immer weiter vertiefenden geowissenschaftlichen Erkenntnisse veranlasste schließlich im Jahre 1972 die Regierung zu einer Strukturreform des Geologischen Dienstes, wonach die zuständigen Fachbereiche unter die zentrale Leitung des Secretaría de Minería de la Nación gestellt wurden. Eine weitere strukturelle Veränderung ergab sich 1993 mit der Bildung der Dirección Nacional del Servicio Geológico. Dabei wurden alle technischen Anforderungen der Bereiche Geologie, Montangeologie und weitere unter einem Dach zusammengefasst. Die erhebliche geographische Ausdehnung Argentiniens und die daraus resultierenden regionalen Aufgaben des Geologischen Dienstes führten jedoch 1996 zur Bildung von Servicio Geológico Minero Argentino (SEGEMAR) als eine nun stark dezentralisierte Einrichtung des Staates.

## Periodika (Auswahl)
- Memoria, Behördenmagazin
- Publicación técnica SEGEMAR-UNSAM (1998 bis 2008)
- Publicaciónes (seit 2004)
- Boletín informativo (1957 bis ?)[6]
- Anales, Instituto de Geologia y Recursos Minerales, Servicio Geologico Minero (1999/Vol. 29 bis ?)[7]
- Anales, Direccion Nacional del Servicio Geologico (1994/Vol. 21 bis 1996/Vol. 25)[8]
- Anales, Subsecretaría de Minería (1982/Vol. 20)[9]
- Anales, Secretaría de Estado de Minería (1976/Vol. 17 bis 1980/Vol. 19)[10]
- Anales, Servicio Nacional Minero Geólogico (1972/Vol. 16)[11]
- Anales, Dirección Nacional de Geología y Minería  (1958/Vol. 9 bis 1970/Vol. 15)[12]
- Anales, Dirección Nacional de Minería (1953/Vol. 4 bis 1957/Vol. 8)[13]
- Anales del Ministerio de Agricultura de la Nación: Sección Geología, Mineralogía y Minería (1904 bis 1923)